# Angerona ochreata
Angerona ochreata là một loài bướm đêm trong họ Geometridae.